# دانبروگ (نبراسکا)
دانبروگ(به انگلیسی: Dannebrog) شهری در ایالت نبراسکا کشور ایالات متحده آمریکا است که جمعیت آن در سرشماری سال ۲۰۱۰ میلادی، ۳۰۳ نفر بوده‌است.